# Viola Goretzki
Viola Goretzki, po mężu Landvoigt (ur. 23 listopada 1956 w Zwickau) – niemiecka wioślarka reprezentująca NRD, złota medalistka olimpijska oraz mistrzyni świata.

## Kariera
Wystąpiła na igrzyskach olimpijskich w Montrealu w 1976, gdzie osada NRD w składzie: Viola Goretzki, Christiane Knetsch, Ilona Richter, Brigitte Ahrenholz, Monika Kallies, Henrietta Ebert, Helma Lehmann, Irina Müller i Marina Wilke (sternik) zdobyła złoty medal w ósemkach. W finale wyprzedziły ZSRR o 2,85 sekundy i osadę USA o 5,36 sekundy. Był to debiut tej konkurencji w programie olimpijskim, tym samym reprezentantki NRD zostały pierwszymi w historii mistrzyniami olimpijskimi w ósemkach kobiet. Był to równocześnie jej jedyny start olimpijski.
W tej samej konkurencji zdobyła również złoto na mistrzostwach świata w Nottingham (1975). 
W 1976 odznaczona Orderem Zasługi dla Ojczyzny. 
Po zakończeniu kariery pracowała jako nauczycielka języka niemieckiego i historii.
Jej mąż, Bernd Landvoigt także był wioślarzem i medalistą olimpijskim.